# 伯恩哈德·格梅斯豪森
伯恩哈德·格梅斯豪森（德語：Bernhard Germeshausen，1951年8月21日—2022年4月15日），德国男子雪车运动员。他曾代表德国参加1976年和1980年冬季奥林匹克运动会雪车比赛，共获得三枚金牌和一枚银牌。